# Evgenij Klimov (calciatore)
Evgenij Jur'evič Klimov (in russo Евгений Юрьевич Климов?; in kazako Евгений Юрьевич Климов?, Evgenïý Yurʹyevïç Klïmov; 21 dicembre 1985) è un ex calciatore russo naturalizzato kazako, di ruolo difensore.